# Pieter Raoux
Pieter Raoux (Assebroek, 8 september 1845 - Brugge, 3 oktober 1917) was een Belgisch grafisch kunstenaar, graveur-lithograaf en drukker.

## Levensloop
Pieter Raoux werd geboren als oudste zoon van de ongehuwde Francisca Lagast. Ze trouwde in 1850 met de timmerman Edmond Raoux en Pieter werd als zijn zoon gewettigd. Het wellicht arme gezin vertrouwde Pieter toe aan de goede zorgen van de Broeders van Liefde, die hem onderdak en onderwijs verschaften in hun klooster in de Katelijnestraat.
Hij was artistiek begaafd en werd naar de Brugse Academie gestuurd voor opleiding. Hij was verschillende malen laureaat in de jaren zestig.
Hij kwam in dienst bij de steendrukker Jacques Petyt. Toen die in 1871 overleed, werd de zaak verdergezet door de weduwe en Raoux bleef haar bijstaan. In zijn laatste jaren was Petyt zwaar ziek geweest, zodat Raoux zich toen al had kunnen ontplooien tot een waardevolle 'tweede in bevel'. Hij bleef het atelier Petyt leiden tot in 1874.
Hij genoot dat jaar van een staatsbeurs die hem in de mogelijkheid stelde om naar het buitenland te trekken. Hij volgde een stage in Parijs om er zich te vervolmaken in de chromolithografie. Vervolgens trok hij naar Italië. Zijn bedoeling was er de werken van de oude meesters te kopiëren. Zijn aandacht ging vooral naar vroege muurschilderingen. Hij maakte kopieën van de fresco's van Giotto in Padua en Assisi en van de fresco's in de abdij van de benedictijnen in Subiaco. Hij maakte ook aquarellen van de schilderijen van Fra Angelico in de Nicolaas V-kapel in het Vaticaan.
Zijn verblijf in Italië duurde vier jaar en werd mee gefinancierd door Jean-Baptiste Bethune en door drukker-uitgever Henri Desclée. Ze gaven hem ook opdrachten om iconografie en randversieringen op te sporen en te kopiëren in middeleeuwse manuscripten. Hiermee bereidden ze hem voor op de baan die ze voor hem voor ogen hadden, als leider van de lithografische afdeling van de Sint-Augustinusdrukkerij in Brugge.
Bethune en Desclée wilden graag de steendrukkerij van weduwe Petyt overnemen en moedigden Raoux aan om te trouwen met de dochter, Octavie Petyt. Noch het ene noch het andere ging door. Er was onenigheid over wie eigenaar was van de zaak Petyt tussen de zoon, Edmond Jacques Petyt, die het haalde, en Octavie, die trouwde met Karel van de Vyvere, met wie ze het concurrerende en weldra succesvolle bedrijf Karel Van de Vyvere-Petyt oprichtte. Raoux gaf evenmin gevolg aan het aanbod om bij Desclée in vaste dienst te treden. Hij stichtte integendeel in 1879 zijn eigen atelier en handelszaak. Hij trouwde in 1881 met Leonie Manceau die hem voortaan bijstond in de zaak.
Een belangrijke reden voor de afwijzing van het Desclée-aanbod was dat Raoux zich nauw verbonden voelde met de Broeders van Liefde en ze wilde ondersteunen toen de schoolstrijd in volle hevigheid losbrandde. Hij werd de drijvende kracht achter de acties van de oud-leerlingen van de broeders, toen de provinciale overheid, in uitvoering van beslissingen van de liberale regering, hun lagere scholen wilde sluiten. Hij organiseerde een fakkeltocht, waar massaal werd aan deelgenomen, zodat de overheid in haar voornemens terugdeinsde. Als hoofdman van de Sint-Augustinusgilde zamelde hij fondsen in voor het katholiek onderwijs en was hij betrokken bij de activiteiten van de Katholieke Burgersgilde. Ondertussen maakte hij ook een aantal educatieve landkaarten en ander didactisch materiaal voor de katholieke scholen, in de eerste plaats voor die van de Broeders van Liefde. Hij drukte grafische teksten voor de broeders Xaverianen, voor het Sint-Lodewijkscollege en ook voor de politicus Jules Malou.
Het huwelijk bleef kinderloos. Het echtpaar en de zaak verhuisden in 1882 van de Waalsestraat naar de Noordzandstraat. Raoux had ondertussen veel andere relaties aangeknoopt, die hem werk bezorgden. De voornaamsten waren Guido Gezelle, Adolf Duclos en tijdschriften zoals Rond den heerd en de Handelingen van het genootschap voor geschiedenis.
In 1886 werd Raoux benoemd tot leraar aan de Brugse Kunstacademie en bleef dit tot aan zijn dood. Hij solliciteerde voor de functie van directeur maar moest het afleggen tegenover Louis Delacenserie. In 1889 maakte hij dan toch de overstap naar de Sint-Augustinusdrukkerij en bouwde de afdeling lithografie verder uit, na zijn eigen zaak te hebben opgedoekt..

## Beoordeling
Raoux was een typische vertegenwoordiger van het katholieke reveil in de kunst. Hij werkte in het kielzog van voormannen zoals Jean-Baptiste Bethune en Jules Helbig.
De vele drukwerken die hij verzorgde (hij adverteerde voor: beeldekens, prenten, diploma's, kunstplaten, kunstgravures, tekeningen, gelegenheidsgedichten in kleur, facturen, wissels, registers, adreskaarten, spijskaarten, geboorte- trouw- en doosdsberichten, muziekpartituren, enz.), voerde hij uit volgens een herkenbare stijl en beeldtaal die deel uitmaakte van een katholieke uitdrukkingswijze binnen een zich laïciserende maatschappij. De vormen sloten aan bij een geïdealiseerd middeleeuws verleden en de neogotiek werd de bevoorrechte stijl. Met zijn religieuze prenten moest hij optornen tegen de massaproductie van "saint-sulpiceprenten" die de markt overspoelden en die als te wulps en ongodsdienstig werden ervaren. Hij voerde hierin een strijd die ondersteund werd door Guido Gezelle en de Heilige Beeldekensgilde.

## Werken door Raoux
- Educatieve landkaarten voor de scholen van de Broeders van Liefde (1879)
- Diploma's voor de Broeders Xaverianen (1879)
- Congregatielijsten voor het Sint-Lodewijkscollege (1879)
- Menu en gedicht bij de intrede van Louisa Vanden Abeele in het Brugse Begijnhof (1879)
- Grafische voorstelling van het katholiek onderwijs, voor Jules Malou (1879)
- Diploma's voor de Sint-Augustinusdrukkerij (1880)
- Muziekpartituren voor uitgever Van Marcke (1880)
- Franciscaanse boom voor uitgever Beyaert (1881)
- Bidprentje voor de huldiging van zeven jubilarissen van de Mariacongregatie in Kortrijk (1881), in samenwerking met Guido Gezelle
- Twaalf devotieprenten (1882)
- Bidprentje voor de eremis van Hendrik Rietvelt (1882) met gedicht door Guido Gezelle
- Reeks communieprentjes (1882)
- Devotieprent ter ere van het Heilig Aangezicht (1883)
- Prospectus voor de nieuwe kapel van het Sint-Lodewijkscollege, naar een ontwerp van Joris Helleputte (1884)
- Album voor de Karel de Goede-stoet (1884)
- Facsimiles van 22 middeleeuwse zegels voor de Handelingen van het genootschap voor geschiedenis te Brugge (1884)
- Devotieprent ter ere van Onze Lieve Vrouw van Goede Raad, vereerd bij de redemptoristen in Antwerpen (1885)
- Erekaarten voor colleges in Brugge, Berge, Namen, Charleroi, Aalst e.a. (1885-1889)
- Gedachtenisprentje voor de eremis van Alphonse Bonquet en Hendrik Leleu (1886)
- Menu voor het banket bij het vijftigjarig jubileum van de provincieraad (1886)
- Album voor de inhuldiging van het standbeeld Breydel en de Coninck (1887)
- Herdenkingsdiploma van de Breydel en de Coninckfeesten, overhandigd aan Hendrik Conscience en aan de beeldhouwers van het standbeeld (1887)
- Aankondigingsaffiche van de Breydel en de Coninckfeesten, in chromolithografie en op groot formaat (1887)
- Adres op perkament van de Edele Confrérie van het Heilig Bloed voor paus Leo XIII bij zijn jubileum (1887)
- Gedenkboek voor Alfred Coppieters 't Wallant, voorzitter van de Breydelcommissie (1888)
- Diploma voor het jubileum van M. De la Rue, kapitein van de Brugse Burgerwacht (1888)

Werk voor de Sint-Augustinusdrukkerij
- Herdenkingsdiploma voor de Gilde der Ambachten (1889)
- Portret van kanunnik Joseph-Olivier Andries, voor de Handelingen van het genootschap voor geschiedenis te Brugge (1890)
- Menu voor het feestmaal bij de inhuldiging van de buurtspoorweg Brugge-Heist-Sluis (1890)
- Kaart met de missiegebieden van de ongeschoeide karmelieten in Zuidwest-India (1892)
- Reproducties van bekende kunstwerken met voorstelling van heiligen (1892)
- Lithografieën voor L'Espagne Thérésienne ou pélerinage d'une Flamande à toutes les fondations de Saint-Thérèse (1892 & 1894)
- Het Album-souvenir du baron Bethune (1894)
- Menu voor het zilveren jubileum van de Katholieke Burgersgilde (1903)
- het boek van Jules Helbig Le baron Bethune, fondateur des écoles Saint-Luc (1906)

Heel wat werk van zijn hand draagt geen handtekening. Het ging om werk in de jaren zeventig voor de drukkerij Jacob Petyt en na 1889 voor de steendrukkerij Sint-Augustinus (almanakken, wenskaarten, kalenders, agenda's, briefhoofden, boekillustraties enz.).